# Imperial Kennedy
Imperial Kennedy位於香港香港島中西區堅尼地城卑路乍街68號，是新鴻基地產的發展項目，於2016年6月入伙，由新輝城建工程負責承建。物業屬單幢住宅，樓高38層，共提供161個住宅單位。項目在2013年11月開售，平均實用呎價2.99萬元，直逼薄扶林貝沙灣造價。示範單位設於中環國際金融中心一期。

## 單位
6至42樓屬住宅樓層，每層設2至7伙單位，實用面積介乎387至1256方呎，主打2房及3房戶，數目佔七至八成，特色戶則分佈於6樓、41樓及42樓。單位亦採用落地玻璃設計，讓住戶可觀賞兩面的海景及山景。

## 住客會所
Imperial Kennedy住客會所設「雙子式」會所Sky Kennedy，分為天際及平台兩部分。平台會所位於2樓及3樓，設綠化花園、長約20米戶外露天游泳池連按摩池及燒烤場。游泳池與池畔「董事屋」相連。位於39及40樓的天際會所採用落地玻璃設計，設有健身室、宴會室、Sky Lounge、桌球室及水療按摩專區。

## 商場
Imperial Kennedy基座設有樓高3層的商場，開設多間食店，包括星巴克、敏華冰廳、Pizza Hut、譚仔雲南米線等。其他商店包括日本城及英格蜜兒。
2022年，商場1樓開設日本作為主題的美食廣場“八一蔵”，佔地5000呎，並設3間高級餐廳。

## 圖片

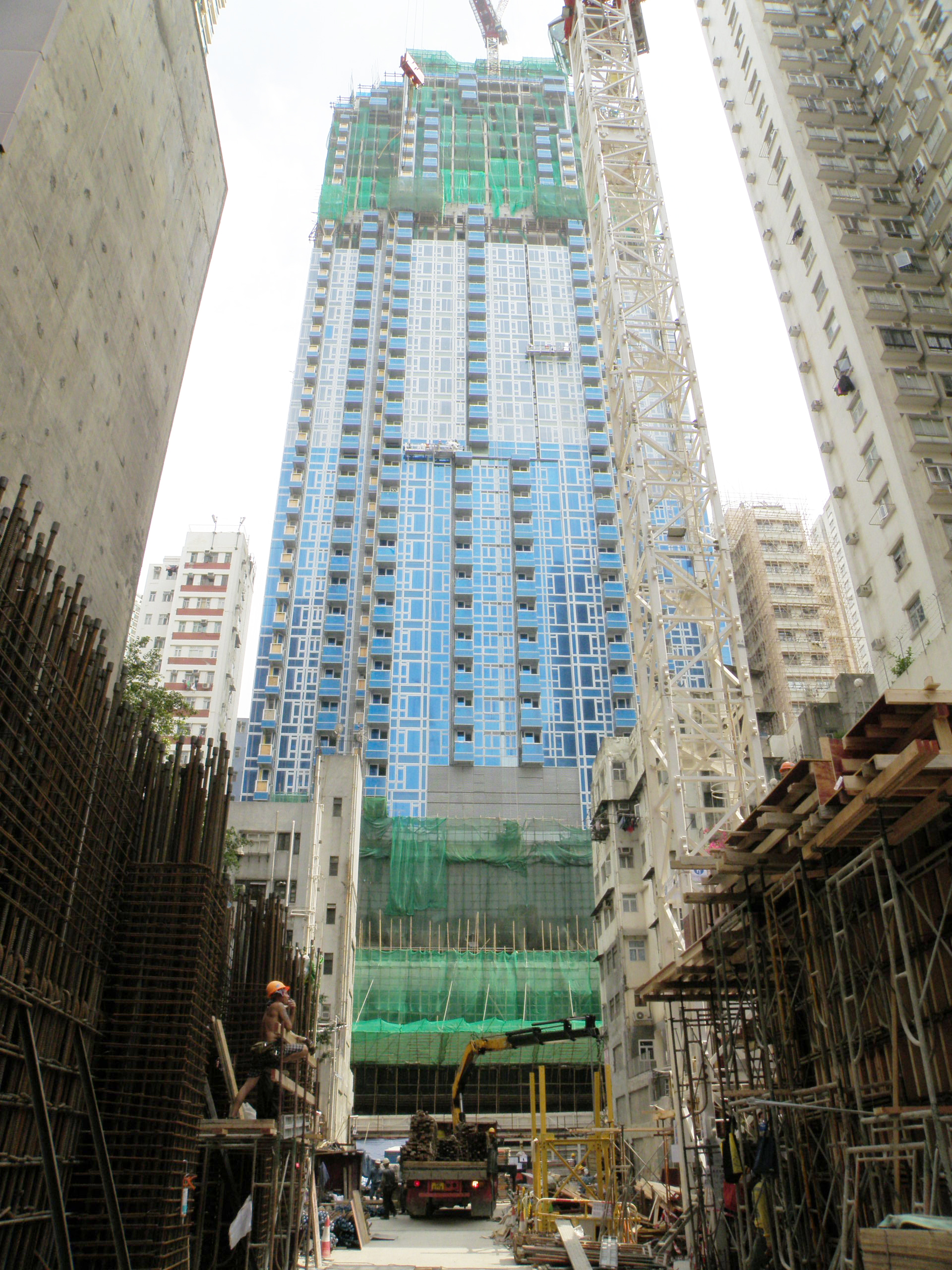
興建中的Imperial Kennedy（面向卑路乍街，2015年4月）
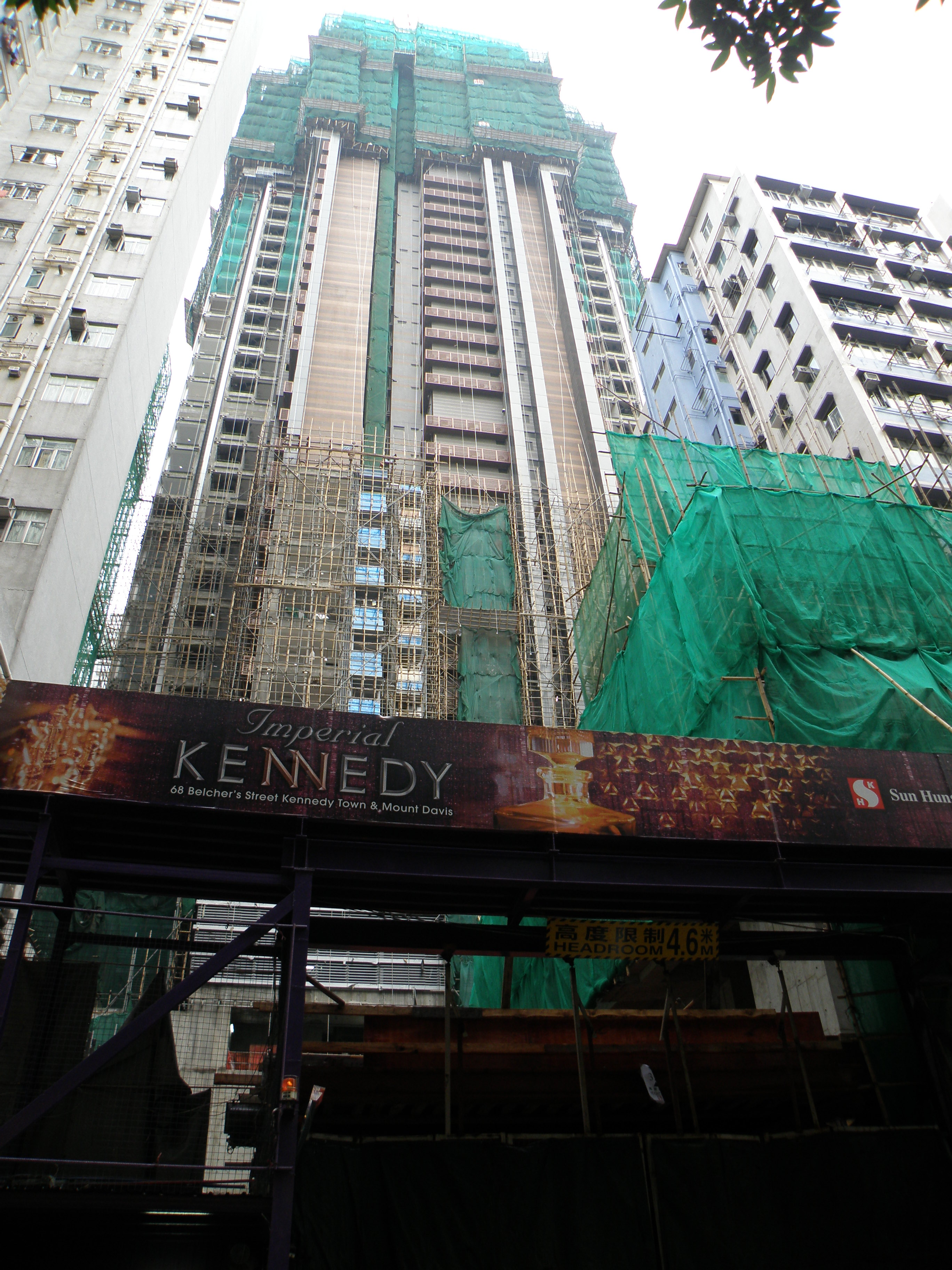
興建中的Imperial Kennedy（面向石山街，2014年12月）
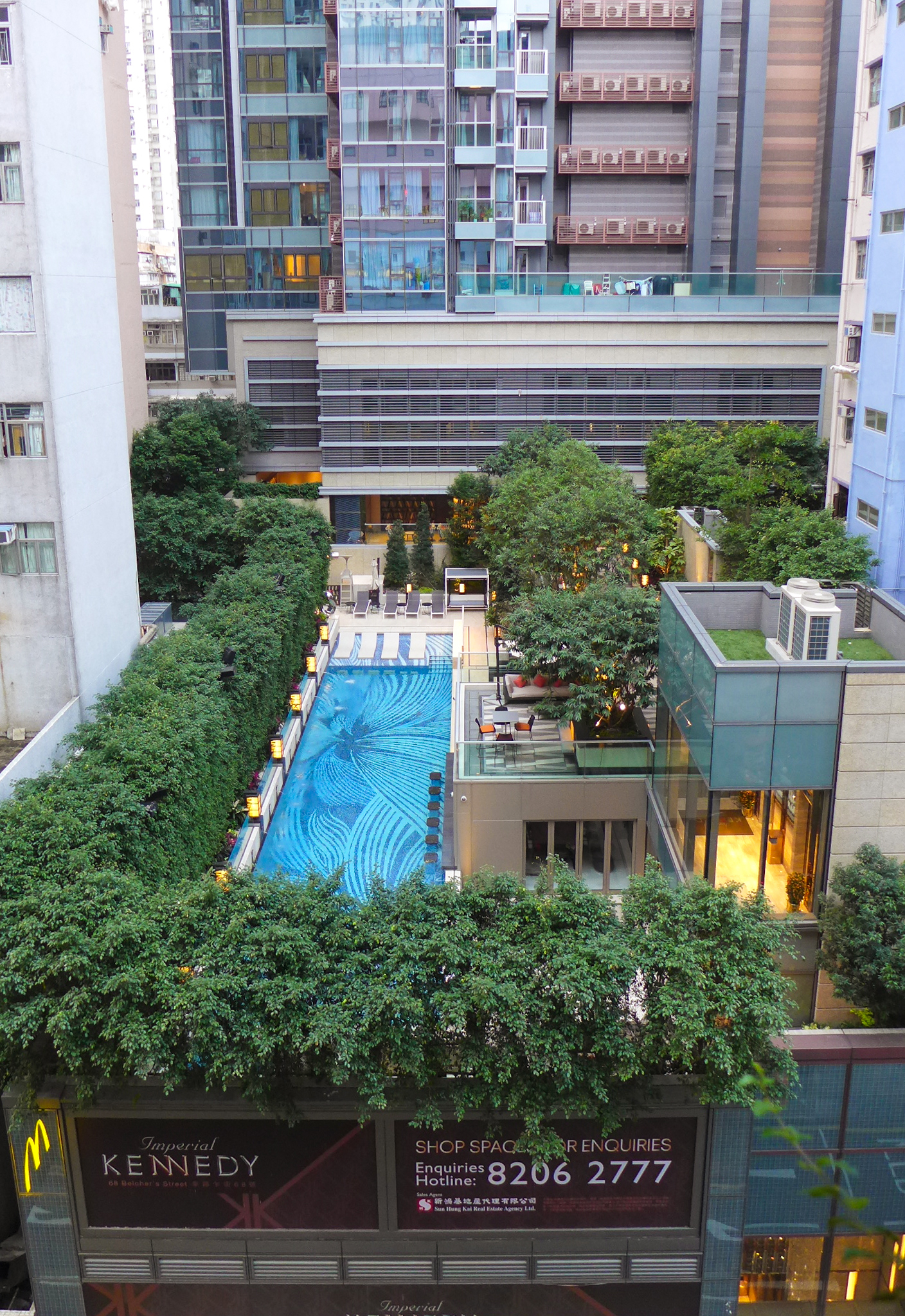
Sky Kennedy平台會所
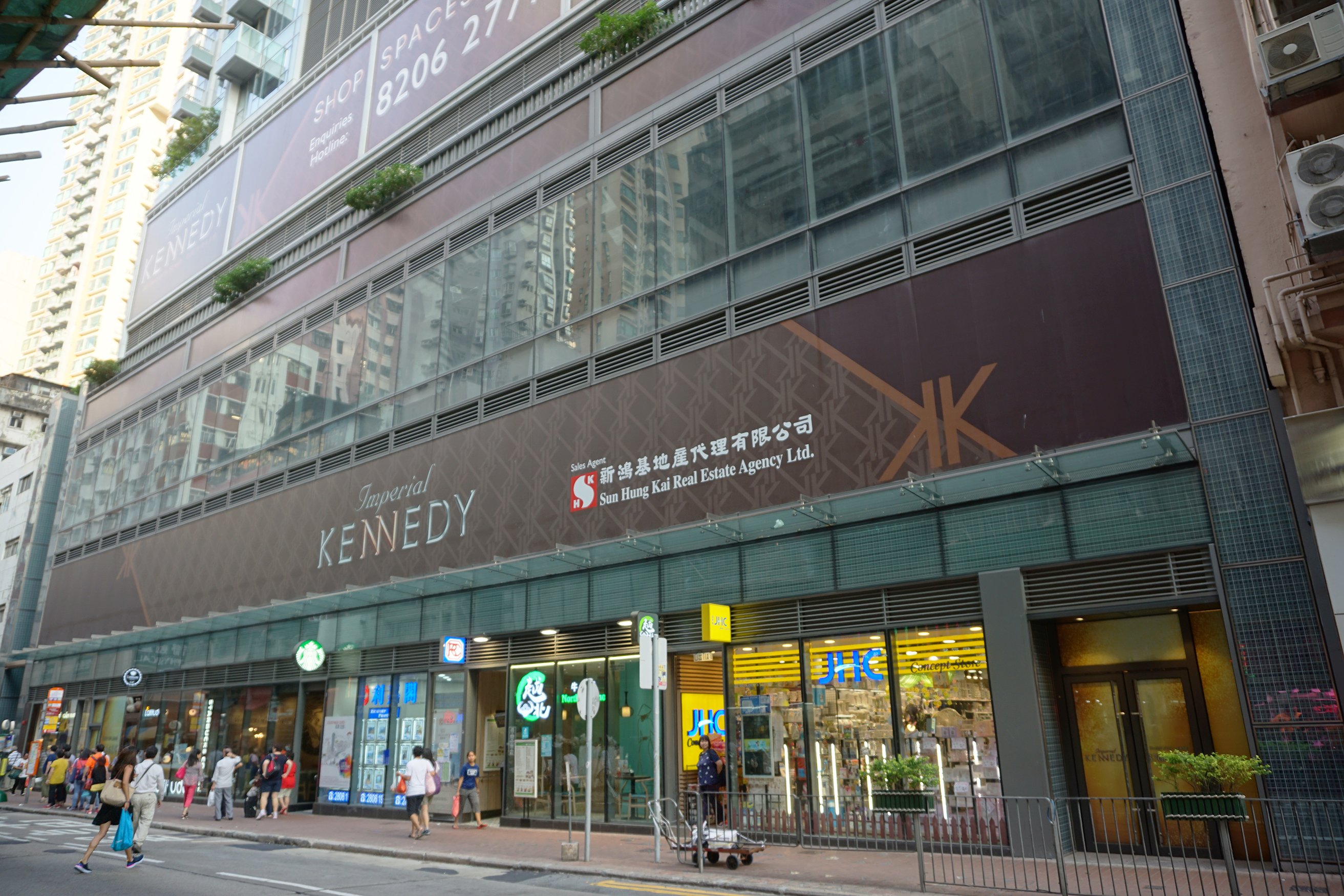
地舖
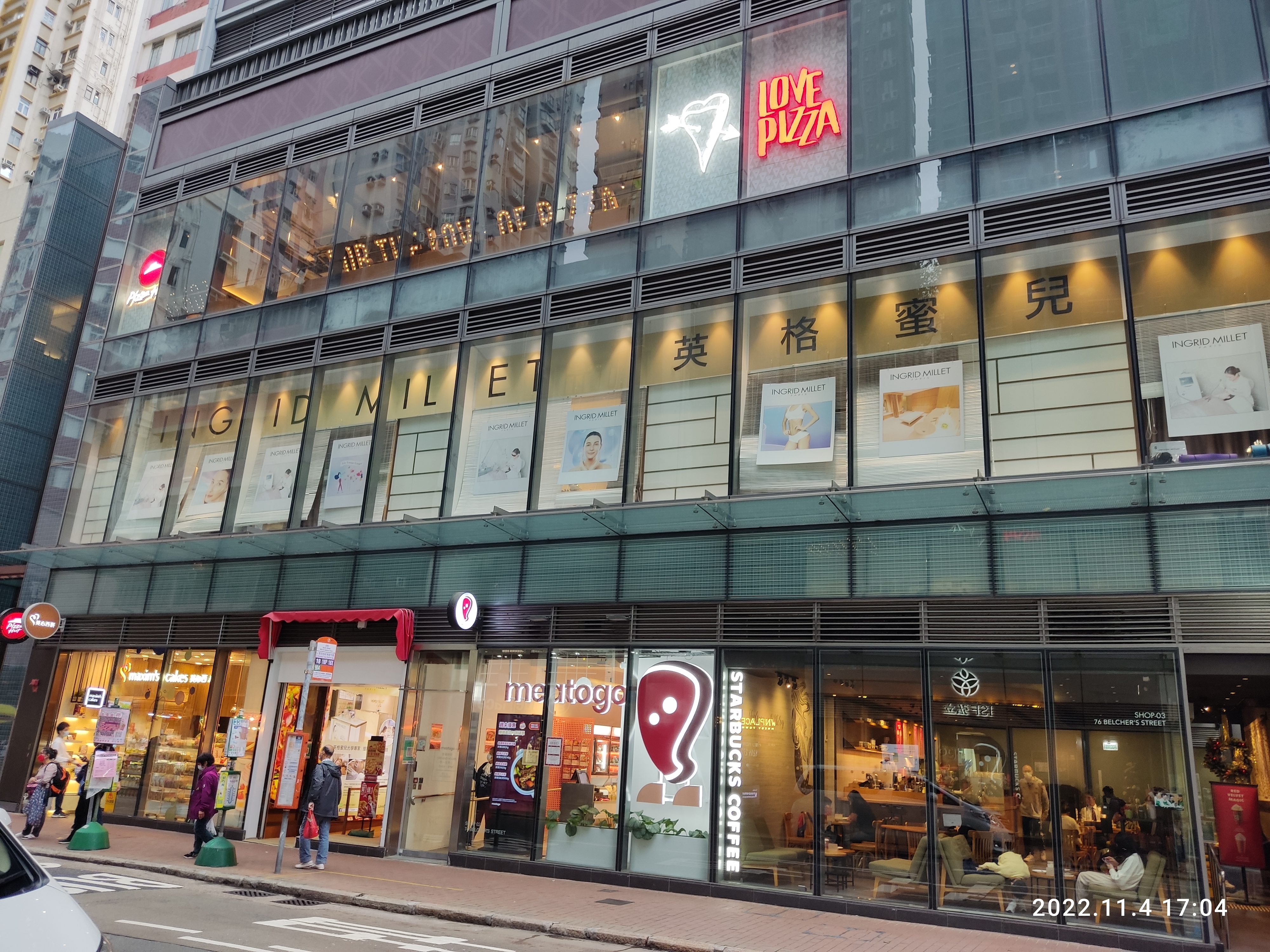
地舖（2022年）

## 外部連結
- 官方網頁 （页面存档备份，存于）